# Dorothea Zwirner
Dorothea Zwirner (geboren 1965) ist eine deutsche Kunsthistorikerin, Journalistin und Autorin.

## Leben
Dorothea Zwirner studierte an der Universität Köln Kunstgeschichte sowie Alte und Neuere Geschichte. Ihr Studium schloss sie 1990 mit einer Magisterarbeit über die Zeichensysteme von Marcel Broodthaers ab. 1995 wurde sie mit einer erkenntnistheoretischen Untersuchung über Marcel Broodthaers promoviert, Referentin für die Arbeit war die Kunsthistorikerin Antje von Graevenitz. 1997 publizierte Zwirner die Dissertation.
Sie lebt und arbeitet als freie Autorin und Kunstkritikerin in Berlin. Seit 2014 ist sie Vorstandsvorsitzende der Graphischen Gesellschaft zu Berlin, dem Freundeskreis des Berliner Kupferstichkabinetts.

## Biografie Thea Sternheim
2021 veröffentlichte Dorothea Zwirner die erste Biografie von Thea Sternheim, einer Roman- und Tagebuchautorin, die sie wegen ihrer über Jahrzehnte geführten Tagebücher als „Chronistin der Moderne“ und als „weibliches Pendant zu Harry Graf Kessler“ bezeichnete.
Verena Paul attestierte der Biografie im Portal Kunstgeschichte eine „wohltuende Balance zwischen Informationen zu Zeitgeschehen und Personen (…) und der behutsamen Annäherung an ein ebenso faszinierendes wie dramatisches Leben“. Zwirner zeige einen „zugewandten, ehrlichen Blick auf die Protagonistin“. Sie habe eine „klug und mit Verve geschriebene, lebenspralle, hochpolitische Biographie“ geschrieben, die zeige, „wie kraftspendend nicht nur Glaube, sondern auch Literatur, das eigene Schreiben und Kunst sein können.“
Eberhard Geisler schrieb über die Biografie in der Frankfurter Rundschau:

„Eigentlich möchte man alle Leute auf der Straße anhalten und ihnen dieses Buch empfehlen. Es wirft ein fast schmerzendes Schlaglicht auf die Kraterlandschaft, zu der Europa um die Mitte des 20. Jahrhunderts ausgebrannt sein würde, auf eine zerrüttete bürgerliche Gesellschaft, aber auch auf eine mutige, starke Frau, die dem Desaster immer wieder etwas entgegenzusetzen vermocht hat.“

## Werke
- Marcel Broodthaers. Die Bilder, die Worte, die Dinge (= Kunstwissenschaftliche Bibliothek. Band 3). Walther König, Köln 1997, ISBN 3-88375-246-0.
- Rodney Graham (= Collector’s Choice. Band 1). Dumont, Köln 2004, ISBN 3-8321-7405-2.
- Pali Meller: Papierküsse. Briefe eines jüdischen Vaters aus der Haft 1942/43. Hrsg.: Dorothea Zwirner. Klett-Cotta, Stuttgart 2012, ISBN 978-3-608-94699-4.[7][8]
- Gary Kuehn. Five decades. Hatje Cantz Verlag, Ostfildern 2013, ISBN 978-3-7757-3645-9.
- Dorothea Zwirner (Hrsg.): Astrid Klein – transcendental homeless centralnervous. W. König, Köln 2018, ISBN 978-3-96098-335-4.
- Thea Sternheim – Chronistin der Moderne. Biographie. Wallstein, Göttingen 2021, ISBN 978-3-8353-5060-1.